# Huaihai-Offensive

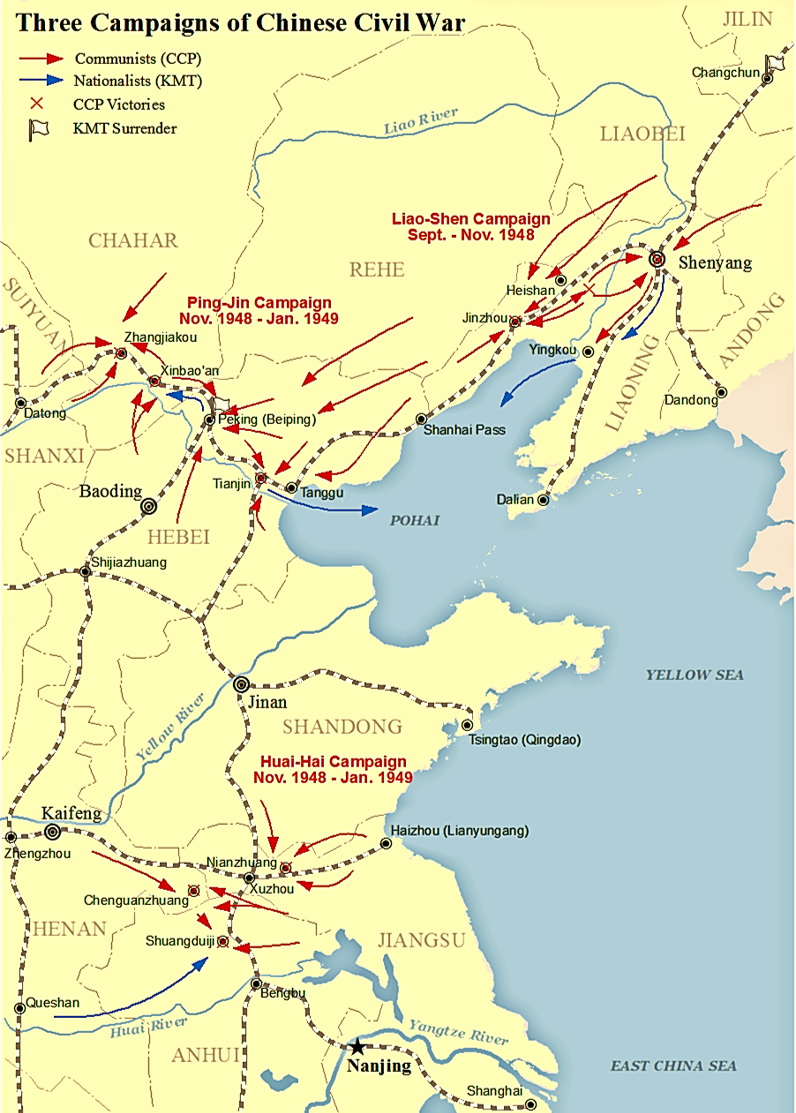
Karte der drei kriegsentscheidenden kommunistischen Offensiven in der Endphase des chinesischen Bürgerkriegs

Die Huaihai-Offensive war eine Militäroperation der Volksbefreiungsarmee im Chinesischen Bürgerkrieg. Die Operation begann mit einer Offensive gegen die strategisch wichtige Stadt Xuzhou am Großen Kanal am 6. November 1948. Die Operation endete am 10. Januar 1949 mit dem Erreichen des Nordufers des Jangtsekiang. Die Huaihai-Offensive war eine von drei militärischen Großoperationen des Bürgerkriegs, welche die Niederlage der Nationalisten besiegelten.
Die Benennung der Operation rührt von den geographischen Grenzen des Operationsgebiets her. Dieses wurde im Westen durch den Huai He und im Osten durch das Gelbe Meer (chinesisch Huang Hai) begrenzt.

## Hintergrund
Nach dem Sieg der Kommunisten in der Liaoshen-Offensive in der Mandschurei behielt die kommunistische Seite im Bürgerkrieg die Initiative. Nächstes Ziel der kommunistischen Militärführung war die Stadt Xuzhou, welche durch ihre Lage am Großen Kanal und als wichtiger Eisenbahnknotenpunkt ein strategisch wichtiges Ziel darstellte. Die in der Defensive verbliebenen Nationalisten unter Chiang Kai-shek verstärkten die Region auf rund 920.000 Soldaten. Chiang Kai-shek bestimmte General Liu Zhi zum Befehlshaber der Verteidigung im Huaihai-Gebiet. Auf kommunistischer Seite beschloss das Zentrale Militärkomitee eine Offensive der Feldarmee Ostchina unter Su Yu und der Feldarmee Zentralchina unter Liu Bocheng. Ziel der Offensive war zunächst die 7. Armee der Guomindang, welche um Lianyungang stationiert war. Die Offensive wurde nach und nach auf das gesamte Huaihai-Gebiet ausgeweitet. Die Kommunisten stellten rund 600.000 reguläre Soldaten, 600.000 Milizionäre und rund eine Million Arbeiter für die Operation ab. Die kommunistische Seite hatte durch hochrangige Spitzel im GMD-Militär, unter anderem den Vizestabschef Liu Fei und den Chef des Kriegsplanungsstabes Guo Ruhuai, einen Informationsvorteil. Chiang spielte mit dem Gedanken, für die Verteidigung von Xuzhou die Hauptstadt Beijing aufzugeben, konnte sich aber bei seinen Generälen nicht durchsetzen.

## Verlauf
Die Offensive begann am 6. November 1948 mit dem Angriff der 300.000 Soldaten der Feldarmee Ostchina gegen Lianyungan. Am 7. November befahl der Kommandeur der angegriffenen 7. Armee Huang Baitao den Rückzug seiner Kräfte. Am Folgetag meuterten die Generale He Jifeng und Zhang Kexia und gingen mit rund 23.000 Soldaten zu den Kommunisten über. Die 7. Armee wurde daraufhin eingeschlossen. Aufgrund der sich verschlechternden Lage rief Chiang General Du Yuming aus der Mandschurei zurück, um den Oberbefehl über die Verteidigung von Xuzhou zu organisieren. Die 7. Armee wurde bis zum 23. November 1948 im von den Kommunisten gebildeten Kessel zerschlagen. Der Oberbefehlshaber Huang Baitao beging Selbstmord. Die nationalistische Führung konnte sich auf keine einheitliche Gegenoffensive einigen, ein Entsatzversuch für die 7. Armee scheiterte an der Verteidigung der kommunistischen Truppen. Am 30. November befahl Chiang Kai-shek einen begrenzten Rückzug nach Süden, um die 12. Armee vor einer Einschließung zu bewahren. Die Operation schlug jedoch fehl und die Armee wurde von der Feldarmee Ostchina eingekesselt und bis zum 15. Dezember 1948 zerschlagen. Angesichts der schwierigen Lage hatte der Befehlshaber der 16. Armee der Guomindang bereits ohne Befehl von oben mit dem Rückzug seiner Kräfte begonnen. Am 6. Januar gingen die kommunistischen Truppen an der Front zum Generalangriff über und erreichten das Nordufer des Jangtsekiang.

## Folgen
Die nationalistischen Streitkräfte verloren rund eine halbe Million Soldaten. Die Mehrheit davon wurde nach Desertion von den Kommunisten gefangen genommen. Die Kommunisten veröffentlichten eine Verlustaufstellung über rund 134.000 Soldaten.
Die Huaihaikampagne war eine desaströse Niederlage für die Nationalisten, da durch die Offensive China nördlich des Jangtsekiang an die Kommunisten fiel. Damit waren diese in der Position die Hauptstadt der Nationalisten Nanjing zu bedrohen. Neben den großflächigen Gebietsverlusten verlor die GMD-Armee große Mengen an Soldaten und Kriegsmaterial. Der populäre General Du Yuming wurde während der Niederlage gefangen genommen. Der Vizepräsident der Republik China Li Zongren und General Bai Chongxi zwangen Chiang in Folge der Niederlage am 31. Januar 1949 zur Niederlegung seines Präsidentenamts.